# Севесо (Монца и Бријанца)
Севесо (итал. Seveso) је насеље у Италији у округу Монца и Бријанца, региону Ломбардија.
Према процени из 2011. у насељу је живело 22733 становника. Насеље се налази на надморској висини од 207 м.

## Становништво
Према резултатима пописа становништва 2011. у општини је живело 22.733 становника.
| 1931. | 1936. | 1951. | 1961.  | 1971.  | 1981.  | 1991.  | 2001.  | 2011.  |
| ----- | ----- | ----- | ------ | ------ | ------ | ------ | ------ | ------ |
| 7.395 | 7.886 | 9.694 | 13.057 | 15.801 | 17.605 | 17.672 | 18.728 | 22.733 |